# Ельский район
Е́льский район (бел. Ельскі раён) — административная единица на юге Гомельской области Республики Беларусь. Административный центр — город Ельск.
Численность населения — 13 674 человек (на 1 января 2025 года).
В 2024 году Ельский район отмечает 100-летие.

## Административное устройство
В районе 7 сельсоветов:
- Валавский
- Добрынский
- Засинцевский
- Кочищанский
- Ремезовский
- Скороднянский
- Старовысоковский

Упразднённые сельсоветы:
- Богутичский
- Млынокский
- Скородненский

15 января 2023 года Добрынский и Млынокский сельсоветы Ельского района Гомельской области объединены в одну административно-территориальную единицу — Добрынский сельсовет Ельского района Гомельской области, с включением в его состав земельных участков Млынокского сельсовета.

## География
Площадь района составляет 1360 км² (18-е место). Район, расположенный в пределах Мозырского Полесья, граничит на юге с Коростенским районом Житомирской области Украины (протяженность границы 85 км), на севере — с Мозырским районом (протяженность границы 65 км), на западе — с Лельчицким районом (протяженность границы 36 км), и на востоке — с Наровлянским районом (протяженность границы 40 км).

### Гидрография
Основные реки — Словечна (длина в пределах области 37 км) и её притоки Чертень (28 км), Батывля (34 км) и Ясенец (23 км); а также Желонь (36 км) и Мытва (8,6 км) — правые притоки Припяти.
У деревни Бобруйки расположено Бобруйковское водохранилище (на реке Мытва); в 2 км южнее расположено Княжеборьевское водохранилище (на реке Млынок) у деревни Добрынь. Между двумя водохранилищами расположена деревня Княжеборье. 
В 0,1 км от деревни Загатье расположено водохранилище Загатье (Высоко-Махновичский канал). Рядом с деревней Павловка расположено водохранилище Павловка (мелиоративные каналы, река Батывля). 

## История

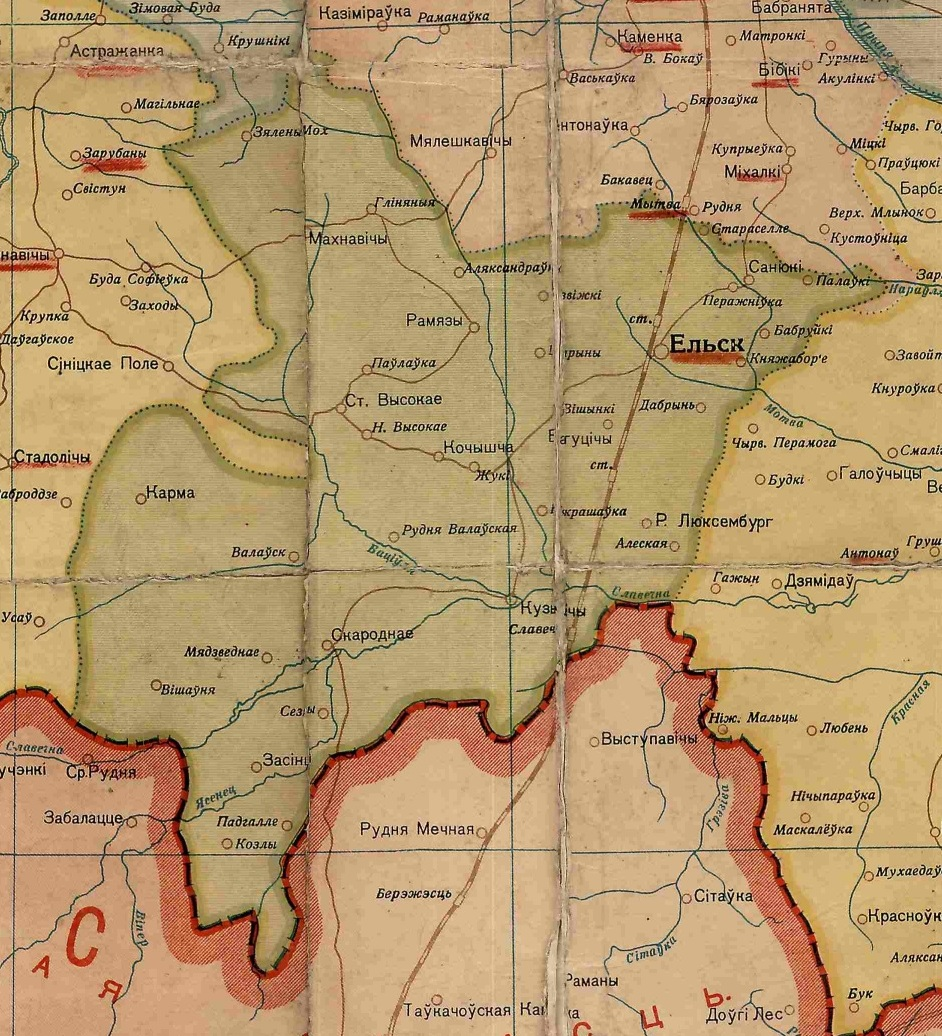
Ельский район в 1940 году

Район образован 17 июля 1924 года как Каролинский район. Нынешнее название получил 5 февраля 1931 года.
В 1873 году на территории Ельска открыта железнодорожная станция.
В 1924—1930 годах район был в составе Мозырского округа, в 1930—1935 годах — в прямом республиканском подчинении, в 1935—1938 годах — в Мозырском пограничном округе, с 15 января 1938 года — в Полесской области с центром в Мозыре. 8 января 1954 года район вошёл в состав Гомельской области.
Территория района несколько раз менялась. 4 августа 1927 года к району была присоединена территория 3 сельсоветов упразднённого Слободского района. 1 апреля 1931 года Великобоковский (Каменковский) сельсовет был передан Мозырскому району, 3 июля 1939 года ему же был передан Мелешковичский сельсовет. С 25 декабря 1962 года по 6 января 1965 года в состав Ельского района был включён временно упразднявшийся Наровлянский район. 19 сентября 1963 года Барбаровский и Махновичский сельсоветы были переданы Мозырскому району.
20 октября 1995 года административные единицы Ельский район и город Ельск, имеющие общий административный центр, объединены в одну административную единицу — Ельский район. 

## Геральдика
Герб и флаг зарегистрированы в Гербовом матрикуле Республики Беларусь 26 января 2001 года № 48. Утверждены решениями Ельского районного исполнительного комитета от 22 ноября 2000 года № 472 и Ельского районного Совета депутатов от 27 декабря 2000 года № 29.

## Демография
Численность населения — 13 674 человек (на 1 января 2025 года), в том числе городское — 8 623 человек (Ельск — 8 623 человек), сельское — 5 051 человек.
Население района — 14 290 человек, в том числе в городских условиях (Ельск) проживают 8 864 человек, в сельских — 5 426 человек (на 1 января 2023 года). Всего насчитывается 67 населённых пунктов, из которых лишь один (Ельск) является городом.
На 1 января 2018 года 21,1% населения района были в возрасте моложе трудоспособного, 48,9% — в трудоспособном возрасте, 30% — в возрасте старше трудоспособного. По доле населения в трудоспособном возрасте район находится на предпоследнем месте в Гомельской области, уступая только Петриковскому району (47,7%). Средние показатели по Гомельской области — 18,3%, 56,6% и 25,1% соответственно.
Коэффициент рождаемости в районе в 2017 году составил 14,5 на 1000 человек, коэффициент смертности — 16,4. Всего в 2017 году в районе родилось 220 и умерло 249 человек. Коэффициент рождаемости один из самых высоких в области (выше только в Кормянском и Хойникском районах). Средние показатели рождаемости и смертности по Гомельской области — 11,3 и 13 соответственно, по Республике Беларусь — 10,8 и 12,6 соответственно. Сальдо миграции отрицательное (в 2017 году из района уехало на 106 человек больше, чем приехало).
В 2017 году в районе было заключено 94 брака (6,2 на 1000 человек) и 36 разводов (2,4 на 1000 человек). Средние показатели по Гомельской области — 6,9 браков и 3,2 развода на 1000 человек, по Республике Беларусь — 7 и 3,4 соответственно.
| Численность населения | Численность населения | Численность населения | Численность населения | Численность населения | Численность населения | Численность населения | Численность населения |
| 1970                  | 1979                  | 1989                  | 1996                  | 2000                  | 2001                  | 2002                  | 2003                  |
| --------------------- | --------------------- | --------------------- | --------------------- | --------------------- | --------------------- | --------------------- | --------------------- |
| 27 299                | ▲27 781               | ▼25 780               | ▼22 600               | ▼21 445               | ▼21 182               | ▼20 833               | ▼20 399               |
| 2004                  | 2005                  | 2006                  | 2007                  | 2008                  | 2009                  | 2010                  | 2011                  |
| ▼20 012               | ▼19 611               | ▼19 213               | ▼18 802               | ▼18 558               | ▼18 177               | ▼17 728               | ▼17 294               |
| 2012                  | 2013                  | 2014                  | 2015                  | 2016                  | 2017                  | 2018                  | 2019                  |
| ▼16 816               | ▼16 531               | ▼16 168               | ▼15 877               | ▼15 570               | ▼15 263               | ▼15 128               | ▼14 887               |
| 2020                  | 2021                  | 2022                  | 2023                  | 2024                  | 2025                  |                       |                       |
|                       |                       |                       | ▼14 290               |                       | ▼13 674               |                       |                       |

| Национальный состав по переписи населения 2009 года | Национальный состав по переписи населения 2009 года | Национальный состав по переписи населения 2009 года |
| Народ                                               | Численность                                         | %                                                   |
| --------------------------------------------------- | --------------------------------------------------- | --------------------------------------------------- |
| Белорусы                                            | 16 535                                              | 92,69%                                              |
| Русские                                             | 647                                                 | 3,63%                                               |
| Украинцы                                            | 510                                                 | 2,86%                                               |
| Немцы                                               | 34                                                  | 0,19%                                               |
| Поляки                                              | 23                                                  | 0,13%                                               |
| Молдаване                                           | 22                                                  | 0,12%                                               |
| Цыгане                                              | 13                                                  | 0,07%                                               |

По переписи 1959 года в районе проживало 27 782 человека: 25 344 белоруса (91,22%), 799 украинцев (2,88%), 765 русских (2,75%), 609 евреев (2,19%), 107 поляков, 158 представителей других национальностей.

## Экономика
Выручка от реализации продукции, товаров, работ, услуг за 2017 год составила 100,5 млн рублей (около 50 млн долларов), в том числе 54,4 млн рублей пришлось на сельское, лесное и рыбное хозяйство, 18 млн на промышленность, 6,3 млн на строительство, 21,6 млн на торговлю и ремонт.

### Промышленность
Промышленный потенциал района составляют 5 предприятий: ОАО «Ельский консервный завод», ОАО «Ельский агросервис», ОАО «Ельский КБО», филиал РПУП «Мозырский ДОК» «Ельская мебельная фабрика», КЖЭУП «Ельское».

### Сельское хозяйство
В состав агропромышленного комплекса входят: 6 коммунальных сельскохозяйственных унитарных предприятий: «Добрынь», «Ельск», «Ельское Полесье», «Подгалье», «Скороднянский», совхоз «Коммунист». Район специализируется на производстве молока, мяса, зерновых, картофеля, кукурузы. Общая посевная площадь сельскохозяйственных культур в сельскохозяйственных организациях составляет более 23 тысяч гектаров. Реализация мяса скота в живом весе в среднем за год составляет более 2,6 тысячи тонн, производство молока — более 31 тысяч тонн.
В 2017 году в сельскохозяйственных организациях под зерновые и зернобобовые культуры было засеяно 10 705 га пахотных земель, под кормовые культуры — 18 250 га. В 2016 году было собрано 26,9 тыс. т зерновых и зернобобовых, в 2017 году — 33,9 тыс. т (урожайность — 31,7 ц/га в 2016 году и 31,6 ц/га в 2017 году). Средняя урожайность зерновых в Гомельской области в 2016—2017 годах — 30,1 и 28 ц/га, в Республике Беларусь — 31,6 и 33,3 ц/га.
На 1 января 2018 года в сельскохозяйственных организациях района (без учёта личных хозяйств населения и фермеров) содержалось 25,6 тыс. голов крупного рогатого скота, в том числе 8,8 тыс. коров, а также 9,5 тыс. свиней. В 2017 году в районе было произведено 3,3 тыс. т мяса в живом весе и 36,2 тыс. т молока при среднем удое 4339 кг (средний удой с коровы по сельскохозяйственным организациям Гомельской области — 4947 кг в 2017 году).

## Транспорт
Имеется маршрутное такси. Автобусы следуют по маршруту "Райбольница — Пушкина".

## Здравоохранение
В 2017 году в учреждениях Министерства здравоохранения Республики Беларусь насчитывалось 29 практикующих врачей (19,2 в пересчёте на 10 тысяч человек; средний показатель по Гомельской области — 39,3, по Республике Беларусь — 40,5) и 192 средних медицинских работника. Число больничных коек в лечебных учреждениях района — 108 (в пересчёте на 10 тысяч человек — 71,4; средний показатель по Гомельской области — 86,4, по Республике Беларусь — 80,2).

## Образование
В 2017 году в районе действовало 13 учреждений дошкольного образования (включая комплексы «детский сад — школа») с 0,7 тыс. детей. В 2017/2018 учебном году действовало 21 учреждение общего среднего образования, в которых обучалось 2 тыс. учеников. Учебный процесс в школах обеспечивали 326 учителей, на одного учителя в среднем приходилось 6 учеников (среднее значение по Гомельской области — 8,6, по Республике Беларусь — 8,7).

## Культура
В районном центре расположен Краеведческий музей г. Ельска. В музее собрано 3,4 тыс. музейных предметов основного фонда. В 2016 году музей посетили 8,4 тыс. человек.

## События и мероприятия
- Региональный фестиваль гармонистов «Грай, гармонiк!» в Ельск[36]
- В 2024 году Ельский район отмечает 100-летие[5].

## Достопримечательности
- Свято-Троицкая церковь в Ельск —  Историко-культурная ценность Республики Беларусь, шифр 312Г000281

## Галерея

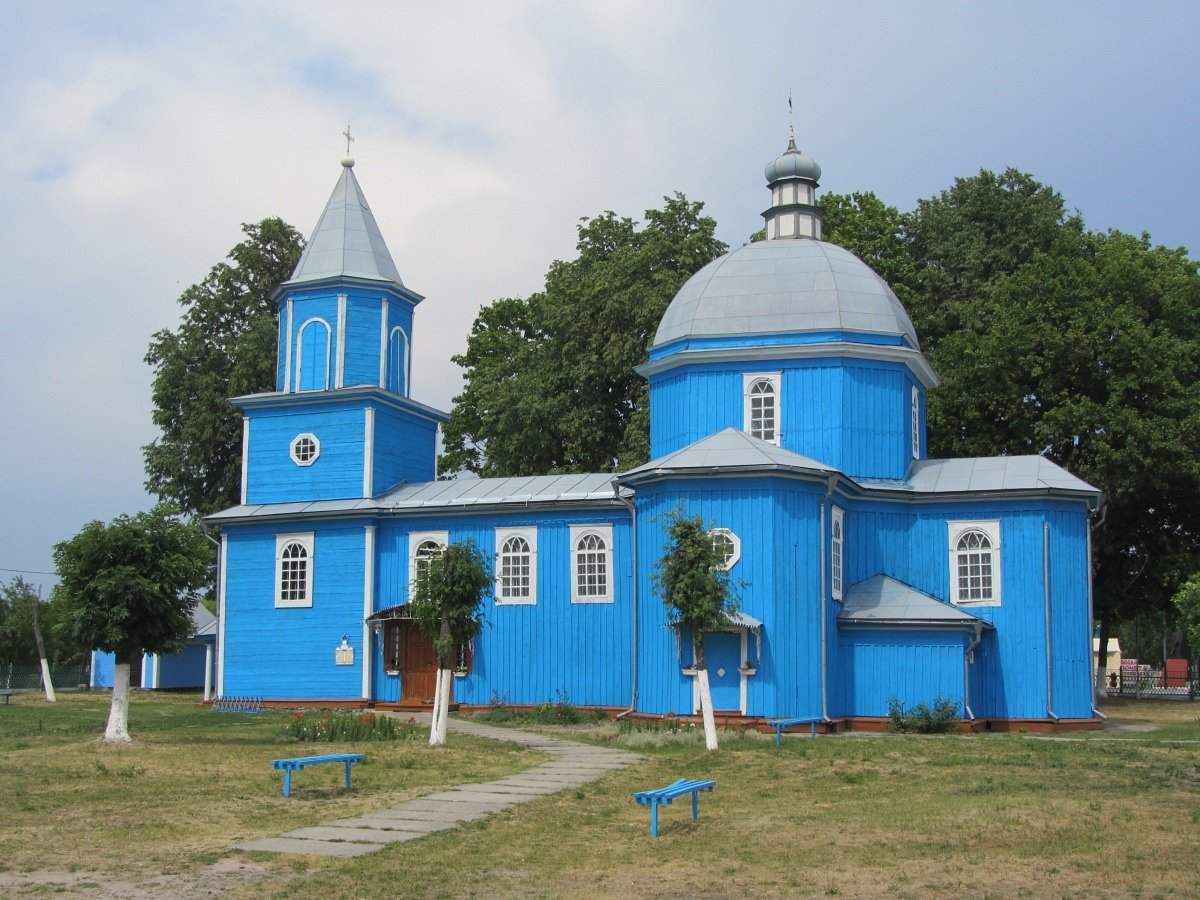
Свято-Троицкая церковь в Ельск

## СМИ
Издаётся газета «Народны голас».